# For Those About to Rock Tour
For Those About to Rock Tour – siódma trasa koncertowa grupy muzycznej AC/DC, w jej trakcie odbyło się dziewięćdziesiąt osiem koncertów.

## Program koncertów
1. "Hells Bells"
2. "Shot Down in Flames" lub "Code"
3. "Sin City"
4. "Shoot to Thrill"
5. "Back in Black"
6. "Bad Boy Boogie"
7. "Rock And Roll Ain’t Nose Pollution"
8. "The Jack"
9. "Highway To Hell"
10. "Let's Get It Up"
11. "Dirty Deeds Done Dirt Cheap"
12. "Whole Lotta Rosie"
13. "Let There Be Rock"

Rzadziej grane:
1. "Live Wire" (Glasgow i Birmingham)
2. "Have a Drink on Me" (niektóre koncerty w 1982)
3. "Put the Finger on You" (niektóre koncerty w 1981)
4. "What Do You Do For Money Honey" (niektóre koncerty w 1981)
5. "Inject the Venom" (w miejsce "Let's Get It Up) (niektóre koncerty w 1981)

Bisy:
1. "You Shook Me All Night Long"
2. "For Those About to Rock"
3. "T.N.T."

## Lista koncertów
1. 11 listopada 1981 – Seattle, Waszyngton, USA – Seattle Center Coliseum
2. 14 listopada 1981 – Detroit, Michigan, USA – Cobo Hall
3. 15 listopada 1981 – Detroit, Michigan, USA – Cobo Hall
4. 16 listopada 1981 – Detroit, Michigan, USA – Cobo Hall
5. 17 listopada 1981 – Milwaukee, Wisconsin, USA – The MECCA Arena
6. 19 listopada 1981 – Rosemont, Illinois, USA – Rosemont Horizon
7. 20 listopada 1981 – Rosemont, Illinois, USA – Rosemont Horizon
8. 21 listopada 1981 – Rosemont, Illinois, USA – Rosemont Horizon
9. 22 listopada 1981 – Bloomington, Minnesota, USA – Met Center
10. 23 listopada 1981 – Bloomington, Minnesota, USA – Met Center
11. 25 listopada 1981 – Cincinnati, Ohio, USA – Riverfront Coliseum
12. 26 listopada 1981 – St. Louis, Missouri, USA – Checkerdome
13. 28 listopada 1981 – Indianapolis, Indiana, USA – Market Square Arena
14. 29 listopada 1981 – Richfield, Ohio, USA – Richfield Coliseum
15. 30 listopada 1981 – Lexington, Kentucky, USA – Rupp Arena
16. 1 grudnia 1981 – East Rutherford, New Jersey, USA – Brendan Byrne Arena
17. 2 grudnia 1981 – New York City, Nowy Jork, USA – Madison Square Garden
18. 3 grudnia 1981 – Hartford, Connecticut, USA – Hartford Civic Center
19. 4 grudnia 1981 – Providence, Rhode Island, USA – Providence Civic Center
20. 6 grudnia 1981 – East Rutherford, New Jersey, USA – Brendan Byrne Arena
21. 7 grudnia 1981 – Filadelfia, Pensylwania, USA – The Spectrum
22. 8 grudnia 1981 – Filadelfia, Pensylwania, USA – The Spectrum
23. 10 grudnia 1981 – Toronto, Kanada – Maple Leaf Gardens
24. 11 grudnia 1981 – Toronto, Kanada - Maple Leaf Gardens
25. 12 grudnia 1981 – Montreal, Kanada – Montreal Forum
26. 14 grudnia 1981 – Boston, Massachusetts, USA – Boston Garden
27. 15 grudnia 1981 – Boston, Massachusetts, USA – Boston Garden
28. 16 grudnia 1981 – Rochester, Nowy Jork, USA – Rochester Community War Memorial
29. 17 grudnia 1981 – Rochester, Nowy Jork, USA – Rochester Community War Memorial
30. 20 grudnia 1981 – Landover, Maryland, USA – Capital Centre
31. 21 grudnia 1981 – Landover, Maryland, USA – Capital Centre
32. 17 stycznia 1982 – Birmingham, Alabama, USA – Birmingham-Jefferson Convention Complex
33. 18 stycznia 1982 – Nashville, Tennessee, USA – Nashville Municipal Auditorium
34. 19 stycznia 1982 – Memphis, Tennessee, USA – Mid-South Coliseum
35. 20 stycznia 1982 – Atlanta, Georgia, USA – The Omni
36. 21 stycznia 1982 – Atlanta, Georgia, USA – The Omni
37. 23 stycznia 1982 – Baton Rouge, Luizjana, USA – Riverside Centroplex
38. 24 stycznia 1982 – Mobile, Alabama, USA – Municipal Auditorium
39. 27 stycznia 1982 – Pembroke Pines, Floryda, USA – Hollywood Sportatorium
40. 28 stycznia 1982 – Lakeland, Floryda, USA – Lakeland Civic Center
41. 29 stycznia 1982 – Lakeland, Floryda, USA – Lakeland Civic Center
42. 1 lutego 1982 – Dallas, Teksas, USA – Reunion Arena
43. 2 lutego 1982 – Dallas, Teksas, USA – Reunion Arena
44. 3 lutego 1982 – Houston, Teksas, USA – The Sam Houston
45. 4 lutego 1982 – Houston, Teksas, USA – The Sam Houston
46. 7 lutego 1982 – Salt Lake City, Utah, USA – Salt Palace
47. 9 lutego 1982 – Seattle, Waszyngton, USA – Seattle Coliseum
48. 10 lutego 1982 – Seattle, Waszyngton, USA – Seattle Coliseum
49. 11 lutego 1982 – Seattle, Waszyngton, USA – Seattle Coliseum
50. 12 lutego 1982 – Seattle, Waszyngton, USA – Seattle Coliseum
51. 14 lutego 1982 – Daly City, Kalifornia, USA – Cow Palace
52. 15 lutego 1982 – Daly City, Kalifornia, USA – Cow Palace
53. 16 lutego 1982 – Daly City, Kalifornia, USA – Cow Palace
54. 18 lutego 1982 – Denver, Kolorado, USA – McNichols Sports Arena
55. 19 lutego 1982 – Denver, Kolorado, USA – McNichols Sports Arena
56. 21 lutego 1982 – Los Angeles, Kalifornia, USA – Los Angeles Memorial Sports Arena
57. 22 lutego 1982 – Los Angeles, Kalifornia, USA – Los Angeles Memorial Sports Arena
58. 23 lutego 1982 – Los Angeles, Kalifornia, USA – Los Angeles Memorial Sports Arena
59. 25 lutego 1982 – Phoenix, Arizona, USA – Compton Terrace
60. 4 czerwca 1982 – Osaka, Japonia – Festival Hall
61. 6 czerwca 1982 – Osaka, Japonia - Festival Hall
62. 8 czerwca 1982 – Kioto, Japonia – Kaikan Hall
63. 9 czerwca 1982 – Nagoja, Japonia – Shi Kokaido Hall
64. 10 czerwca 1982 – Tokio, Japonia – Nippon Budokan
65. 29 września 1982 – Birmingham, Anglia – National Exhibition Centre
66. 30 września 1982 – Birmingham, Anglia – National Exhibition Centre
67. 1 października 1982 – Leeds, Anglia – Queens Hall
68. 3 października 1982 – Manchester, Anglia – Manchester Apollo
69. 4 października 1982 – Newcastle, Anglia – Newcastle City Hall
70. 5 października 1982 – Newcastle, Anglia – Newcastle City Hall
71. 6 października 1982 – Newcastle, Anglia – Newcastle City Hall
72. 8 października 1982 – Glasgow, Szkocja – Apollo Theatre
73. 9 października 1982 – Glasgow, Szkocja - Apollo Theatre
74. 10 października 1982 – Edynburg, Szkocja – Edinburgh Playhouse
75. 11 października 1982 – Edynburg, Szkocja - Edinburgh Playhouse
76. 13 października 1982 – Londyn, Anglia – Hammersmith Odeon
77. 14 października 1982 – Londyn, Anglia – Hammersmith Odeon
78. 15 października 1982 – Londyn, Anglia – Hammersmith Odeon
79. 16 października 1982 – Londyn, Anglia – Hammersmith Odeon
80. 18 października 1982 – Londyn, Anglia – Wembley Arena
81. 19 października 1982 – Londyn, Anglia – Wembley Arena
82. 21 października 1982 – Ballsbridge, Irlandia – Royal Dublin Society Arena
83. 22 października 1982 – Ballsbridge, Irlandia - Royal Dublin Society Arena
84. 26 listopada 1982 – Nuremberg, Niemcy Zachodnie – Messezentrum
85. 27 listopada 1982 – Frankfurt, Niemcy Zachodnie – Festhalle Frankfurt
86. 28 listopada 1982 – Monachium, Niemcy Zachodnie – Olympiahalle
87. 30 listopada 1982 – Lyon, Francja – Palais des Sports de Gerland
88. 1 grudnia 1982 – Dijon, Francja - Parc Expo
89. 2 grudnia 1982 – Awinion, Francja - Parc Exposition de Chateublanc
90. 4 grudnia 1982 – Paryż, Francja - Rotunda Du Borget
91. 5 grudnia 1982 – Paryż, Francja – Rose Bonbon Club
92. 6 grudnia 1982 – Bruksela, Belgia – Vorst Nationaal
93. 9 grudnia 1982 – Kolonia, Niemcy - Sportshalle
94. 10 grudnia 1982 – Dortmund, Niemcy – Westfalenhalle
95. 12 grudnia 1982 – Zurych, Szwajcaria – Hallenstadion
96. 13 grudnia 1982 – Saint-Etienne, Francja - Parc Expo
97. 15 grudnia 1982 – Nantes, Francja – Stade de la Beaujoire
98. 20 grudnia 1982 – Lille, Francja – Stadium Nord Lille Metropolé